# Forslagskasse
En forslagskasse eller forslagsboks anvendes til at samle papirstykker med forslag fra en organisations kunder og protektorer. Forslagskasser kan også anvendes internt i en organisation, for at indhente medarbejdernes mening.
| Erhverv og erhvervsliv | Spire Denne artikel om erhverv, erhvervsliv og arbejdsmarked er en spire som bør udbygges. Du er velkommen til at hjælpe Wikipedia ved at udvide den. |